# ABC 3국

아르헨티나(Argentina)와 브라질(Brazil), 칠레(Chile)

ABC 3국(ABC Powers)은 남아메리카에 위치한 아르헨티나와 브라질, 칠레를 가리키는 용어이다. 이들 세 나라는 20세기 초반에 정치적, 경제적, 군사적 이익을 도모하고 외세의 위협으로부터 보호하기 위해 연합 관계를 형성했다.
1914년 5월 20일 멕시코와 미국 사이에 전쟁이 일어나는 것을 막기 위해 캐나다 나이아가라 폭포에서 열린 평화 회의에서 아르헨티나, 브라질, 칠레 대표가 참석하면서 처음으로 등장했다.

## 같이 보기
- 안데스 공동체
- 메르코수르
- 코노 수르